# Adélaïde de Louvain
Adélaïde de Louvain (également appelée Adelicia, Adèle, Aelis ou Aleliza) née vers 1103 et morte le 23 avril 1151, est la seconde épouse du roi d'Angleterre Henri Ier Beauclerc († 1135) de 1121 à 1135.

## Biographie
Adélaïde de Louvain est la fille de Godefroi le Barbu, duc de Basse-Lotharingie, landgrave de Brabant, comte de Louvain et de Bruxelles, et de sa première épouse, Ide de Namur.
Elle épouse Henri Ier d'Angleterre, dit Beauclerc († 1135), le 24 janvier 1121 alors qu’elle a dix-huit ans et son mari cinquante-trois. Elle est couronnée le jour même ou le lendemain à Windsor. On pense généralement qu’Henri ne l’épouse que pour avoir un héritier mâle. Bien qu’il soit le monarque britannique à avoir engendré le plus grand nombre de bâtards, son seul héritier légitime, Guillaume Adelin l’a précédé dans la mort, noyé dans le naufrage de la Blanche-Nef le 25 novembre 1120. En plus de lui donner la possibilité d'engendrer un fils, ce mariage renforce ses liens diplomatiques avec l'empire allemand.
Adélaïde, contrairement aux précédentes reines d'Angleterre, ne prend pratiquement pas part à la politique anglo-normande. Elle n'assure jamais la régence et ne joue aucun rôle à la cour du roi. Comme part de sa dot, elle reçoit, entre autres, le comté de Shropshire, qu'elle administre avec sa propre maison. Ses deux premiers chanceliers, qu'elle a fait venir de Lorraine, se voit confier un évêché durant le règne d'Henri Ier. Geoffroy devient évêque de Bath en 1123 et Simon, évêque de Worcester en 1125.
Bien que le rôle d’Adélaïde de Louvain soit, au cours de son mariage, à la différence des autres reines anglo-normandes, mineur dans la vie publique anglaise, elle laisse néanmoins sa marque en tant que mécène de la littérature et plusieurs œuvres, y compris le bestiaires que lui a dédié Philippe de Thaon. Elle aurait également commandité une biographie versifiée d’Henri Beauclerc, mais celle-ci n’a pas survécu. Ceci suggère qu'elle avait reçu une éducation littéraire dans sa jeunesse. Toutefois, en près de quinze ans de mariage, le couple n'a aucun enfant.
À la mort de son mari le 1er décembre 1135, Adélaïde se retire quelque temps au monastère de Wilton, près de Salisbury. Elle est présente à la consécration du tombeau d’Henri à l’abbaye de Reading au premier anniversaire de sa mort. En 1138 ou 1139, elle se remarie avec un ancien conseiller de son mari, Guillaume d’Aubigny, amenant avec elle une dot de reine, y compris le grand château et l'honneur d’Angleterre. De plus, Étienne de Blois fera d’Aubigny comte de Lincoln (1139-1140), puis comte d'Arundel (1141-1176).
Durant la guerre civile anglo-normande, Adélaïde accueille sa belle-fille Mathilde l'Emperesse lorsqu'elle débarque à Arundel en septembre 1139. Assiégée par une armée, elle obtient un sauf-conduit pour elle. Elle et son mari restent loyaux à Étienne dans la suite du conflit.
Sept des enfants d’Adélaïde et de Guillaume d’Aubigny devaient survivre jusqu’à l'âge adulte, au nombre desquels le comte Guillaume II d’Aubigny, père de Guillaume III d’Aubigny qui fut au nombre des vingt-cinq barons fidéjusseurs nommés dans la clause 61 de garantie de la Magna Carta. Anne Boleyn et Catherine Howard descendront également de ce mariage. Adélaïde est également devenue durant son deuxième mariage une bienfaitrice active de l’église, ayant donné, entre autres, des terrains à l’abbaye de Reading en l’honneur de son premier mari.
Adélaïde passera ses années dernières à l’abbaye d'Affligem où elle décède probablement le 23 avril 1151. Elle est enterrée à côté de son père dans l’église de cette abbaye où elle est restée jusqu’à la Révolution.

## Mariage et descendance
Le 24 janvier 1121 à Windsor, elle épouse Henri Ier d'Angleterre dit Beauclerc († 1135). Ils n'ont aucun enfant.
En secondes noces, en 1138 ou 1139, elle épouse Guillaume d’Aubigny († 1176), officier de la maison royale et conseiller. Ensemble ils ont pour descendance connue :
- Guillaume († 1193), 2e comte d'Arundel ;
- Alice, épouse Jean d'Eu, comte d'Eu et lord d'Hastings, puis Alfred de Saint-Martin ;
- Ainsi que Régnier, Henri, Geoffroy, et deux filles mortes en bas-âges, Olivia et Agathe.

### Sources
- Lois L. Huneycutt, « Adeliza (c.1103–1151) », dans Oxford Dictionary of National Biography, Oxford University Press, 2004. Version de novembre 2008.
- Notices dans des dictionnaires ou encyclopédies généralistes :   - Collective Biographies of Women
  - Dictionnaire des femmes de l'ancienne France
  - Oxford Dictionary of National Biography